# Ranunculus rugegensis
Ranunculus rugegensis är en ranunkelväxtart som beskrevs av Adolf Engler. Ranunculus rugegensis ingår i släktet ranunkler, och familjen ranunkelväxter. Inga underarter finns listade i Catalogue of Life.